# Heather Thomas
Heather Anne Thomas (nacida el 8 de septiembre de 1957) es una actriz, guionista, escritora y activista política estadounidense, que interpretó a Jody Banks en la serie de televisión The Fall Guy.

## Primeros años
Thomas nació en Greenwich, Connecticut, hija de Gladdy Lou Ryder, una profesora de educación especial en el Distrito Escolar Unificado de Santa Mónica-Malibú. Se graduó en el Santa Monica High School en 1975 y asistió a la Escuela de Teatro, Cine y Televisión de UCLA, graduándose en 1980. Mientras estaba en UCLA, fue miembro de la hermandad Chi Omega.

## Carrera
Thomas comenzó a actuar a los 14 años de edad, cuando fue una de las presentadoras de la serie de la NBC llamada Talking with a Giant, donde ella entrevistaba a los famosos. En 1978, comenzó a actuar en pequeños papeles en series de televisión; apareció en la serie Co-Ed Fever, de la cual luego dijo, "Fue cancelada después del tercer anuncio."
Después de la cancelación de Co-Ed Fever, Thomas fue elegida para el papel de Jody Banks en The Fall Guy, protagonizado por Lee Majors y producido por Glen Larson, desde su estreno en 1981 hasta su cancelación en 1986. Desafortunadamente, Thomas desarrolló una adicción a la cocaína durante su tiempo en el programa, y entró en rehabilitación en 1984. Apareció en varias películas, la primera de las cuales fue Zapped! en 1982, pero dejó de actuar en 1998. Thomas apareció en numerosos pósteres pin-up durante los años 80.
Después de su carrera interpretativa, Thomas escribió un guion llamado School Slut y lo vendió a Touchstone Pictures por casi seis cifras. Touchstone no hizo la película, sin embargo, y Thomas adquirió los derechos para producirla ella misma.
En abril de 2008, la primera novela de Thomas, Trophies, se publicó por William Morrow. Harrison Ford lo describió como que le había "hecho reír a carcajadas... irónico, inteligente, y sorprendentemente conmovedor.” Arianna Huffington describió a los personajes en Trophies como "...mujeres poderosas sin defectos cubiertas en Vera Wang, [con] manos bien cuidadas presionando botones mientras arañan su camino hacia la cima, los poderosos secretos brokers de Los Ángeles. Heather Thomas ha escrito una jugueteo satírico agudo como un tacón de stiletto."

## Vida personal
Thomas se casó con Allan Rosenthal en agosto de 1985; Rosenthal es uno de los fundadores de Cocaine Anonymous; ellos se divorciaron en septiembre de 1986. Thomas entonces se casó con el abogado del entretenimiento Skip Brittenham en octubre de 1992. Su hija, a quien llamaron India Rose, nació el 19 de junio de 2000. Thomas y Brittenham se convirtieron en anfitriones conjuntos de una reunión mensual de desayuno para recaudar fondos en su casa de Santa Mónica, California, la cual fue conocida en Washington como el "L.A. Cafe". Thomas trabaja en la junta de consultiva de la Fundación de Violación y del Equipo de Conservación del Amazonas. Según newsmeat.com, Thomas contribuyó con más de 280,000 dólares a candidatos políticos desde 1992, mayormente al partido demócrata y a grupos de interés especial, tales como a la senadora Barbara Boxer (D-CA), la senadora Elizabeth Warren (D-MA), y al Senador Al Franken (D-MN), con 2,400 dólares para apoyar a la republicana Mary Bono.[cita requerida]
En septiembre de 1986, Thomas fue golpeada por un coche mientras cruzaba San Vicente Boulevard, y sufrió heridas graves en ambas piernas.

## Filmografía
| Cine       | Cine                                                | Cine                  | Cine                                                                                   |
| Año        | Película                                            | Papel                 | Notas                                                                                  |
| ---------- | --------------------------------------------------- | --------------------- | -------------------------------------------------------------------------------------- |
| 1982       | Zapped!                                             | Jane Mitchell         |                                                                                        |
| 1987       | Cyclone                                             | Teri Marshall         |                                                                                        |
| 1987       | Kiss of the Cobra                                   | Merryl Davis          | Títulos alternativos: Death Stone Der Stein des Todes                                  |
| 1990       | Red Blooded American Girl                           | Paula Bukowsky        |                                                                                        |
| 1993       | Hidden Obsession                                    | Ellen Carlyle         |                                                                                        |
| 1997       | Against the Law                                     | Felicity              |                                                                                        |
| 1998       | My Giant                                            | Chica del espectáculo |                                                                                        |
| 2014       | Girltrash: All Night Long                           | Nadine Robson         |                                                                                        |
| Televisión |                                                     |                       |                                                                                        |
| Año        | Título                                              | Papel                 | Notas                                                                                  |
| 1978       | David Cassidy: Man Undercover                       | Caryl Manning         | 1 episodio                                                                             |
| 1979       | Co-Ed Fever                                         | Sandi                 | 1 episodio                                                                             |
| 1979       | California Fever                                    | Joanne                | 1 episodio                                                                             |
| 1980       | B. J. and the Bear                                  | Caroline Capote       | 1 episodio                                                                             |
| 1980       | Las desventuras del Sheriff Lobo                    | Caroline Capote       | 1 episodio                                                                             |
| 1981–1986  | Profesión Peligro                                   | Jody Banks            | 111 episodios                                                                          |
| 1983       | The Love Boat                                       | Sheila                | 2 episodios                                                                            |
| 1984       | T. J. Hooker                                        | Sandy                 | 1 episodio                                                                             |
| 1984       | Cover Up                                            | Amber                 | 1 episodio                                                                             |
| 1987       | Mike Hammer                                         | Andrea                | 1 episodio                                                                             |
| 1987       | Ford: The Man and the Machine                       | Evangeline Cote       | Película para TV nominada: Premio Gemini por Mejor Interpretación de Actriz Secundaria |
| 1987       | Hoover vs. The Kennedys: The Second Civil War       | Marilyn Monroe        | Película para televisión                                                               |
| 1988       | The Dirty Dozen: The Fatal Mission                  | Lt. Carol Campbell    | Película para televisión                                                               |
| 1989       | Rodney Dangerfield: Opening Night at Rodney's Place | Joan Emery            | Película para televisión                                                               |
| 1990       | Flair                                               | Tessa Clarke          | Miniserie                                                                              |
| 1991       | P.S. I Luv U                                        | Mary Markham          | 1 episodio                                                                             |
| 1992       | Swamp Thing: The Series                             | Tatania               | 1 episodio                                                                             |
| 1995       | Pointman                                            | Lynn Forbes           | 1 episodio                                                                             |